# Serum-Glukokortikoid-regulierte Kinase 1

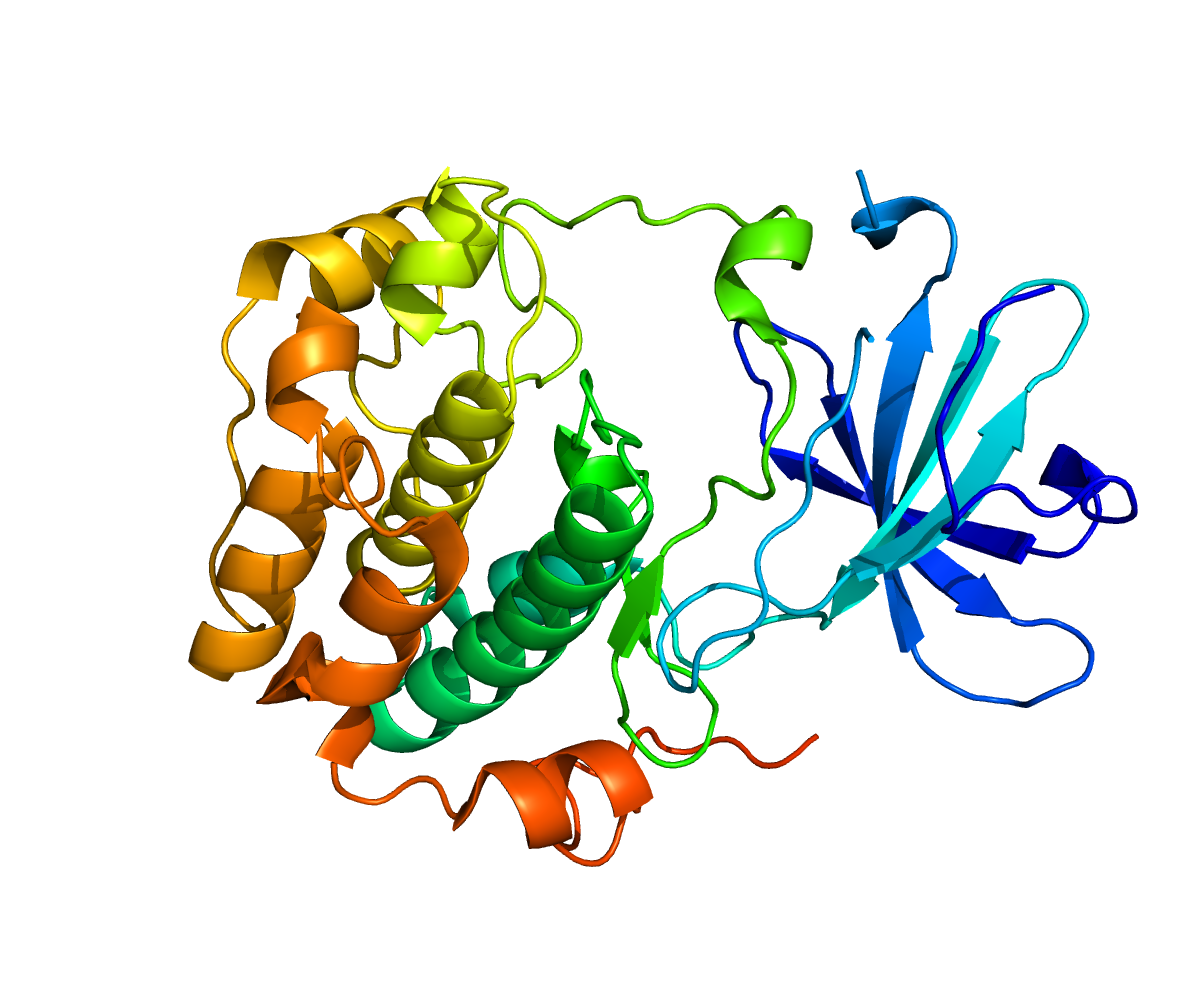
Proteinstrukturmodell der Serum-Glukokortikoid-regulierte Kinase 1

Serum-Glukokortikoid-regulierte Kinase (SGK, Serin/Threonin-Proteinkinase SGK) ist ein Enzym aus der Gruppe der Kinasen.